# Наккенхайм
Наккенхайм (нем. Nackenheim) — община в Германии, в земле Рейнланд-Пфальц. 
Входит в состав района Майнц-Бинген. Подчиняется управлению Боденхайм.  Население составляет 5499 человек (на 31 декабря 2010 года). Занимает площадь 8,63 км².